# Élections législatives de 1968 dans la Somme
Les élections législatives françaises de 1968 se déroulent les 23 et 30 juin. Dans le département de la Somme, cinq députés sont à élire dans le cadre de cinq circonscriptions.

## Élus
| Circonscription | Député sortant       | Parti | Parti       | Député élu ou réélu  | Parti | Parti       |
| --------------- | -------------------- | ----- | ----------- | -------------------- | ----- | ----------- |
| 1re             | René Lamps           |       | PCF         | René Lamps           |       | PCF         |
| 2e              | Jean-Louis Massoubre |       | UDR         | Jean-Louis Massoubre |       | UDR         |
| 3e              | Michel Couillet      |       | PCF         | Charles Bignon       |       | RI          |
| 4e              | Max Lejeune          |       | FGDS (SFIO) | Max Lejeune          |       | FGDS (SFIO) |
| 5e              | Émile Luciani        |       | UDR         | Émile Luciani        |       | UDR         |

## Résultats

### Résultats à l'échelle du département
| Parti          | Parti                                             | Premier tour | Premier tour | Second tour | Second tour | Sièges |  |
| Parti          | Parti                                             | Voix         | %            | Voix        | %           | Sièges |  |
| -------------- | ------------------------------------------------- | ------------ | ------------ | ----------- | ----------- | ------ |  |
|                | Union pour la défense de la République (et UD-Ve) | 92 084       | 36,28        | 51 946      | 33,01       | 2      |  |
|                | Républicains indépendants                         | 19 792       | 7,80         | 26 470      | 16,82       | 1      |  |
|                | Union pour la défense de la République            | 111 876      | 44,08        | 78 416      | 49,83       | 3      |  |
|                |                                                   |              |              |             |             |        |  |
|                | Section française de l'Internationale ouvrière    | 27 084       | 10,67        | 25 483      | 16,19       | 1      |  |
|                | Divers gauche                                     | 16 142       | 6,36         | Retrait     | Retrait     | 0      |  |
|                | Convention des institutions républicaines         | 7 256        | 2,86         |             |             | 0      |  |
|                | Parti radical                                     | 3 949        | 1,56         | 0           |             |        |  |
|                | Fédération de la gauche démocrate et socialiste   | 54 431       | 21,45        | 25 483      | 16,19       | 1      |  |
|                |                                                   |              |              |             |             |        |  |
|                | Parti communiste français                         | 73 358       | 28,90        | 53 475      | 33,98       | 1      |  |
|                | Progrès et démocratie moderne (CD)                | 7 230        | 2,85         | Retrait     | Retrait     | 0      |  |
|                | Parti socialiste unifié                           | 6 897        | 2,72         |             |             | 0      |  |
|                |                                                   |              |              |             |             |        |  |
| Inscrits       | Inscrits                                          | 297 928      | 100,00       | 185 539     | 100,00      | 5      |  |
| Abstentions    | Abstentions                                       | 39 663       | 13,31        | 24 103      | 12,99       |        |  |
| Votants        | Votants                                           | 258 265      | 86,69        | 161 436     | 87,01       |        |  |
| Blancs et nuls | Blancs et nuls                                    | 4 473        | 1,73         | 4 062       | 2,52        |        |  |
| Exprimés       | Exprimés                                          | 253 792      | 98,27        | 157 374     | 97,48       |        |  |

### Résultats par circonscription

#### Première circonscription (Amiens)
| Candidat           | Candidat                 | Parti          | Premier tour | Premier tour | Second tour | Second tour |  |
| Candidat           | Candidat                 | Parti          | Voix         | %            | Voix        | %           |  |
| ------------------ | ------------------------ | -------------- | ------------ | ------------ | ----------- | ----------- |  |
|                    | René Lamps sortant réélu | PCF            | 22 512       | 36,74        | 30 099      | 50,38       |  |
|                    | Fred Moore               | UDR (URP)      | 17 309       | 28,25        | 29 647      | 49,62       |  |
|                    | Maurice Vast             | Divers gauche  | 16 142       | 26,35        | Retrait     | Retrait     |  |
|                    | Max Arniaud              | FGDS (SFIO)    | 3 738        | 6,10         |             |             |  |
|                    | Edith Kawer              | PSU            | 1 566        | 2,56         |             |             |  |
|                    |                          |                |              |              |             |             |  |
| Inscrits           | Inscrits                 | Inscrits       | 73 956       | 100,00       | 73 954      | 100,00      |  |
| Abstentions        | Abstentions              | Abstentions    | 11 762       | 15,9         | 12 186      | 16,48       |  |
| Votants            | Votants                  | Votants        | 62 194       | 84,1         | 61 768      | 83,52       |  |
| Blancs et nuls     | Blancs et nuls           | Blancs et nuls | 927          | 1,49         | 2 022       | 3,27        |  |
| Exprimés           | Exprimés                 | Exprimés       | 61 267       | 98,51        | 59 746      | 96,73       |  |
| Source : Data.gouv |                          |                |              |              |             |             |  |

#### Deuxième circonscription (Montdidier)
|                    | Jean-Louis Massoubre sortant réélu | UDR (URP)      | 25 392 | 56,38  |  |  |  |
|                    | Georges Pellerin                   | PCF            | 10 761 | 23,89  |  |  |  |
|                    | Jean Millet                        | FGDS (CIR)     | 7 256  | 16,11  |  |  |  |
|                    | André Raoux                        | PSU            | 1 631  | 3,62   |  |  |  |
|                    |                                    |                |        |        |  |  |  |
| Inscrits           | Inscrits                           | Inscrits       | 53 125 | 100,00 |  |  |  |
| Abstentions        | Abstentions                        | Abstentions    | 7 104  | 13,37  |  |  |  |
| Votants            | Votants                            | Votants        | 46 021 | 86,63  |  |  |  |
| Blancs et nuls     | Blancs et nuls                     | Blancs et nuls | 981    | 2,13   |  |  |  |
| Exprimés           | Exprimés                           | Exprimés       | 45 040 | 97,87  |  |  |  |
| Source : Data.gouv |                                    |                |        |        |  |  |  |

#### Troisième circonscription (Ault - Poix-de-Picardie)
| Candidat           | Candidat                | Parti          | Premier tour | Premier tour | Second tour | Second tour |  |
| Candidat           | Candidat                | Parti          | Voix         | %            | Voix        | %           |  |
| ------------------ | ----------------------- | -------------- | ------------ | ------------ | ----------- | ----------- |  |
|                    | Charles Bignon élu      | RI (UDR)       | 19 792       | 39,83        | 26 470      | 53,10       |  |
|                    | Michel Couillet sortant | PCF            | 18 719       | 37,67        | 23 376      | 46,90       |  |
|                    | Gabrielle Scellier      | CD (PDM)       | 7 230        | 14,55        | Retrait     | Retrait     |  |
|                    | Richard Mazaudet        | FGDS (Radical) | 3 949        | 7,95         |             |             |  |
|                    |                         |                |              |              |             |             |  |
| Inscrits           | Inscrits                | Inscrits       | 56 926       | 100,00       | 56 905      | 100,00      |  |
| Abstentions        | Abstentions             | Abstentions    | 6 450        | 11,33        | 5 756       | 10,12       |  |
| Votants            | Votants                 | Votants        | 50 476       | 88,67        | 51 149      | 89,88       |  |
| Blancs et nuls     | Blancs et nuls          | Blancs et nuls | 786          | 1,56         | 1 303       | 2,55        |  |
| Exprimés           | Exprimés                | Exprimés       | 49 690       | 98,44        | 49 846      | 97,45       |  |
| Source : Data.gouv |                         |                |              |              |             |             |  |

#### Quatrième circonscription (Abbeville)
| Candidat           | Candidat                  | Parti          | Premier tour | Premier tour | Second tour | Second tour |  |
| Candidat           | Candidat                  | Parti          | Voix         | %            | Voix        | %           |  |
| ------------------ | ------------------------- | -------------- | ------------ | ------------ | ----------- | ----------- |  |
|                    | Jacques Dézoteux          | UDR (URP)      | 21 517       | 45,34        | 22 299      | 46,67       |  |
|                    | Max Lejeune sortant réélu | FGDS (SFIO)    | 16 911       | 35,63        | 25 483      | 53,33       |  |
|                    | Guy Rocques               | PCF            | 8 185        | 17,25        | Retrait     | Retrait     |  |
|                    | Charles Blineau           | PSU            | 848          | 1,79         |             |             |  |
|                    |                           |                |              |              |             |             |  |
| Inscrits           | Inscrits                  | Inscrits       | 54 690       | 100,00       | 54 680      | 100,00      |  |
| Abstentions        | Abstentions               | Abstentions    | 6 567        | 12,01        | 6 161       | 11,27       |  |
| Votants            | Votants                   | Votants        | 48 123       | 87,99        | 48 519      | 88,73       |  |
| Blancs et nuls     | Blancs et nuls            | Blancs et nuls | 662          | 1,38         | 737         | 1,52        |  |
| Exprimés           | Exprimés                  | Exprimés       | 47 461       | 98,62        | 47 782      | 98,48       |  |
| Source : Data.gouv |                           |                |              |              |             |             |  |

#### Cinquième circonscription (Péronne)
|                    | Émile Luciani élu   | UDR (URP)      | 27 866 | 55,36  |  |  |  |
|                    | Alfred Leclerc      | PCF            | 13 181 | 26,19  |  |  |  |
|                    | Jack Pinçonnet      | FGDS (SFIO)    | 6 435  | 12,78  |  |  |  |
|                    | Jean-Pierre Martien | PSU            | 2 852  | 5,67   |  |  |  |
|                    |                     |                |        |        |  |  |  |
| Inscrits           | Inscrits            | Inscrits       | 59 231 | 100,00 |  |  |  |
| Abstentions        | Abstentions         | Abstentions    | 7 780  | 13,14  |  |  |  |
| Votants            | Votants             | Votants        | 51 451 | 86,86  |  |  |  |
| Blancs et nuls     | Blancs et nuls      | Blancs et nuls | 1 117  | 2,17   |  |  |  |
| Exprimés           | Exprimés            | Exprimés       | 50 334 | 97,83  |  |  |  |
| Source : Data.gouv |                     |                |        |        |  |  |  |